# Mistr play-off (KHL)
Mistr play-off je ocenění pro nejužitečnějšího hráče v play-off východoevropské ligy KHL. V letech 2001 až 2008 bylo ocenění udělováno nejproduktivnějším hráčům v ruské Superlize.

## Držitelé
| Sezóna                      | Hráč                        | Tým                         |
| Zdroj na eliteprospects.com | Zdroj na eliteprospects.com | Zdroj na eliteprospects.com |
| --------------------------- | --------------------------- | --------------------------- |
| 2024/2025                   | Alexandr Radulov            | Lokomotiv Jaroslavl         |
| 2023/2024                   | Ilja Nabokov                | Metallurg Magnitogorsk      |
| 2022/2023                   | Michail Grigorenko          | CSKA Moskva                 |
| 2021/2022                   | Alexandr Popov              | CSKA Moskva                 |
| 2020/2021                   | Sergej Tolčinsky            | Avangard Omsk               |
| 2019/2020                   | playoff se nedohrálo        | playoff se nedohrálo        |
| 2018/2019                   | Ilja Sorokin                | CSKA Moskva                 |
| 2017/2018                   | Justin Azevedo              | Ak Bars Kazaň               |
| 2016/2017                   | Vasilij Košečkin            | Metallurg Magnitogorsk      |
| 2015/2016                   | Sergej Mozjakin             | Metallurg Magnitogorsk      |
| 2014/2015                   | Ilja Kovalčuk               | SKA Petrohrad               |
| 2013/2014                   | Sergej Mozjakin             | Metallurg Magnitogorsk      |
| 2012/2013                   | Alexandr Jerjomenko         | OHK Dynamo Moskva           |
| 2011/2012                   | Alexandr Jerjomenko         | OHK Dynamo Moskva           |
| 2010/2011                   | Konstantin Barulin          | Atlant Mytišči              |
| 2009/2010                   | Ilja Nikulin                | Ak Bars Kazaň               |
| 2008/2009                   | Alexej Morozov              | Ak Bars Kazaň               |